# 大弯镇站
大弯镇站是位于四川省成都市青白江区大弯街道的一个铁路车站，邮政编码610399。车站有川青铁路、成都北环线铁路经过该站，现仅办货运业务，不办理客运业务。车站及其上下行区间均已电气化。车站隶属成都铁路局，是三等站。